# Agnes Le Louchier
Agnes Françoise Le Louchier (Tournai, 1672-París, 4 de febrero de 1717) fue una dama valona conocida por ser la principal amante de Maximiliano II Manuel, Elector de Baviera y gobernador de los Países Bajos españoles desde 1692 a 1706.

## Biografía
Fue la primogénita de los 14 vástagos de Jean François Le Louchier (1640-1673), señor de Popuelles y Marie Caroline d'Aubermont (1649-1713). Su padre procedía de una antigua familia de Tournai y fue alcalde de Tournai y gran prevoste de esta ciudad. En 1694 contrajo matrimonio con el conde bávaro Ferdinand von Arco. En 1695 tuvo un hijo fruto de su relación con Maximiliano II Manuel, que fue legitimado por este último.

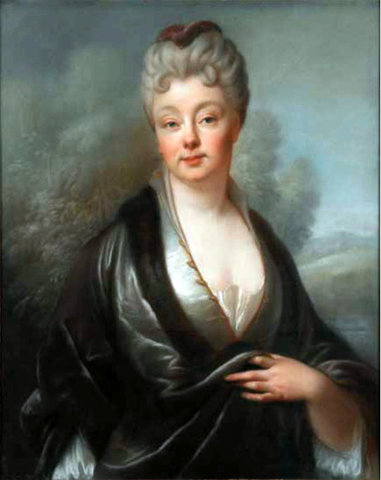
Retrato en su madurez.

En 1700 la segunda esposa de Maximiliano II Manuel, Teresa Cunegunda Sobieska, amenazó con separarse si no cesaba en su relación con Agnes. Con este motivo, Agnes se trasladó a París dónde actuó como consejera política de Maximiliano II en la corte francesa. Este último había concedido a Agnes una pensión vitalicia de 10.000 táleros antes de que esta viajara a París. Agnes mantendría una buena relación con Maximiliano II hasta el final de su vida.
Durante su etapa en París (donde viviría hasta su muerte) Agnes fue conocida por su afición al juego y sus contactos con el mundo artístico. En esta faceta se apoyó al pintor Joseph Vivien (1657-1735) y contribuyó a la decoración interior de los nuevos pabellones construidos por Maximiliano II Manuel en su palacio de Nymphenburg a las afueras de Múnich.
Murió en París en 1717.

### Individuales
1. 1 2  Skalmowski, Wojciech (2003). «Princess Teresa Kunegunda Sobieska». For East is East: Liber Amicorum Wojciech Skalmowski (en inglés). Peeters Publishers. p. 169. ISBN 978-90-429-1298-4. Consultado el 12 de octubre de 2022.
2. ↑  «Agnes Francoise Le Louchier». Base Roglo (en francés).
3. ↑  Stein d'Altenstein, Baron de (1870). «Annuaire de la noblesse de Belgique. 1870». Annuaire de la noblesse de Belgique (en francés) (August Decq): 196-213.
4. ↑  Neil, Jeffares (13 de marzo de 2021). «Chevalier, Louis-Joseph, prince de Grimberghen». Pastellists.